# Ірраціоналізм
Ірраціоналізм (лат. irrationalis — несвідоме, нерозумне) — філософські течії, що проголошують верховенство чуттєвого початку і роблять його основною характеристикою як самого світу, так і світосприйняття.
На противагу філософській класиці, що висунула на перше місце розум і раціональність та поставила як основну мету виявлення внутрішньої логіки процесів, пост-класична філософія знаменує собою відмову від визнання розумних підстав дійсності і висуває на перший план ірраціональний момент. Хоча певні ірраціоналістські тенденції можна простежити протягом тривалого розвитку філософії, сам термін «ірраціоналізм», відносять все-таки до філософських напрямків кінця 19-го — початку 20 століть.
Особливо яскраво ірраціоналістська філософія була представлена в цей час філософією життя — Дільтей, Шпенглер, Бергсон. Розуму було відведено утилітарне місце в пізнанні, а ірраціональне було чітко тематизовано й проблематизовано, завдяки чому був розширений і обґрунтований новий предмет філософського осмислення у вигляді інтуїтивного, до — або позатеоретичного знання, а сама філософія з мислення про світ у поняттях перетворилася в розуміння (або інтуїтивне сприйняття) в принципі непізнаваної силами одного тільки розуму дійсності.
У соціологічному й культурологічному відношенні ірраціоналістські погляди часто настроєні проти соціальних і культурних інновацій, які сприймаються як поширення влади науки й техніки та ствердження просвітительських духовних цінностей. Прихильники ірраціоналізму вважають це ознакою занепаду справді творчого культурного початку (як, наприклад, Шпенглер у роботі «Присмерк Європи»). У Німеччині, приміром, ірраціоналізм знайшов свої найреакційніші форми в області політичних теорій у націонал-соціалізмі, що заперечували саморегуляцію соціальних спільнот за допомогою суспільних законів.
З сучасної точки зору раціоналізм й ірраціоналізм є взаємодоповнюючими сторонами реальності в дусі
принципу доповнюваності Нільса Бора.